# Chapmannia sericea
Chapmannia sericea là một loài rau đậu thuộc họ Fabaceae.
Loài này chỉ có ở Yemen.
Môi trường sống tự nhiên của chúng là vùng nhiều đá.